# أم ساروت
أم ساروت هي قرية زراعية من قرى شرق منطقة حائل في المملكة العربية السعودية تقع ضمن نطاق محافظة بقعاء إدارياً.